# Toru Kawai
Toru Kawai (河合 徹 Kawai Tōru?) (fallecido en 1996) fue un doble y actor japonés.

## Carrera
Es mayormente conocido por interpretar a Godzilla en Mechagodzilla no Gyakushū y en varios episodios de Zone Fighter, una serie tokusatsu. Es el único actor que interpretado tanto a Godzilla como a Gamera.

## Filmografía parcial
- Ultraman Ace
- Zone Fighter como Godzilla
- Ultraman Taro
- Ultraman Leo
- Mechagodzilla no Gyakushū como Godzilla
- The Last Dinosaur como tiranosaurio
- Uchū Kaijū Gamera como Gamera[2]